# Krab palmowy
Krab palmowy (Birgus latro) – gatunek stawonoga z rodziny Coenobitidae w nadrodzinie pustelników. Znany jest ze swojej umiejętności rozłupywania kokosów za pomocą mocnych szczypiec, aby dostać się do jadalnego wnętrza. Jest największym lądowym stawonogiem na świecie. Znanych jest wiele nazw tego kraba: rabuś kokosowy, złodziej palmowy, krab kokosowy, krab rozbójnik, które nawiązują do zwyczaju zaobserwowanego u niektórych osobników, „kradnących” z domów i namiotów błyszczące przedmioty, takie jak patelnie lub przedmioty ze srebra. Nazwy lokalne zwierzęcia to ayuyu (na wyspie Guam), unga lub kaveu.

## Morfologia

### Wygląd zewnętrzny

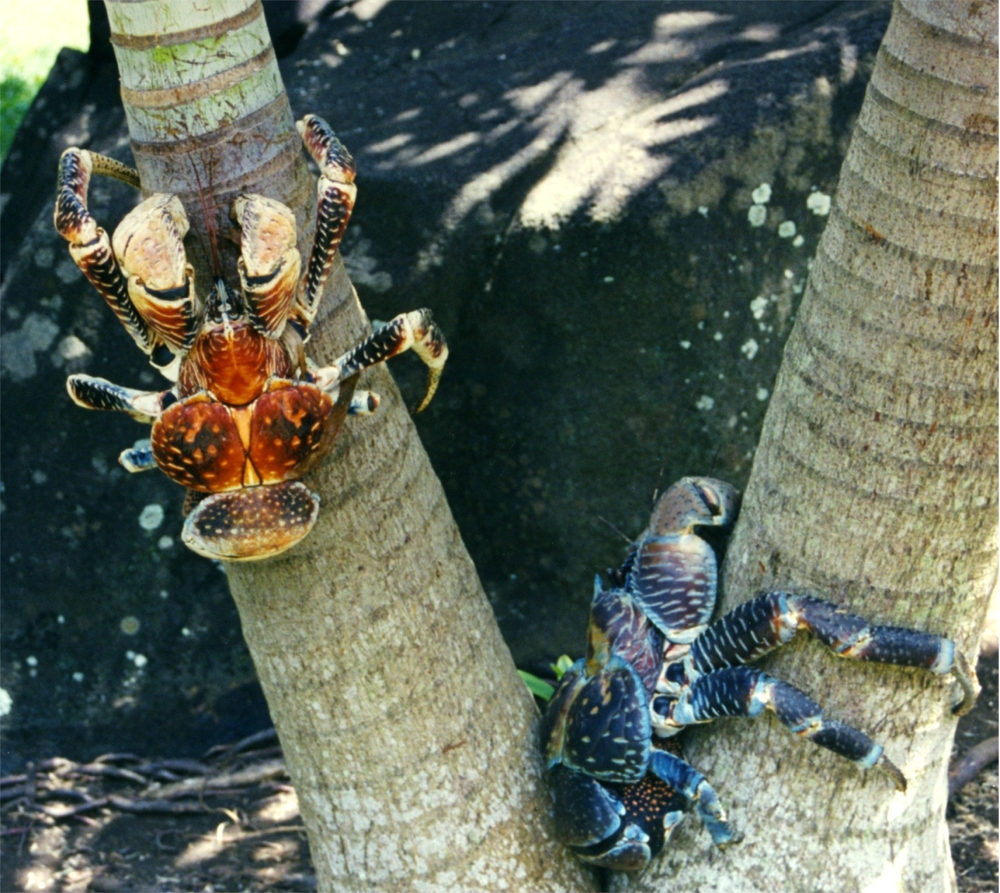
Występują pewne różnice osobnicze w ubarwieniu kraba palmowego

Istnieją różne dane na temat wielkości krabów, najczęściej podawane rozmiary to: długość ciała dochodząca do 40 cm, masa ciała dochodząca do 4,1 kg i rozpiętość odnóży do 91 cm. Samce zwykle większe niż samice. Niektóre źródła mówią nawet o osobnikach ważących 14 kg i mierzących 1,8 metra długości tułowia. Prawdopodobnie są to największe rozmiary, jakie może osiągnąć lądowy stawonóg. Większe wymiary możliwe są tylko w środowisku wodnym (np. japoński krab pacyficzny). Kraby palmowe mogą żyć według różnych źródeł 30-60 lat. Ich ciało, jak wszystkich dziesięcionogów, jest podzielone na przednią część (głowotułów) z 10 nogami i odwłok. Przednia para odnóży to potężne szczypce mogące unieść przedmioty ważące 29 kg, służące do rozłupywania orzechów kokosowych. Następne dwie pary, tak jak u innych pustelników, to duże, silne odnóża służące do chodzenia i pozwalające skorupiakom tym wspinać się na drzewa do wysokości 6 metrów. Czwarta para odnóży jest mniejsza, z przypominającymi pęsetę kleszczami na końcu, pozwalająca młodym na chwytanie wewnętrznej strony skorupy lub łuski kokosa w celu ochrony; dorosłe osobniki używają tej pary do chodzenia i wspinania się. Ostatnia para jest bardzo mała i służy jedynie do czyszczenia narządów oddechowych. Nogi te są zwykle schowane pod karapaksem, w jamie, w której znajdują się narządy oddechowe. Są pewne różnice w ubarwieniu pomiędzy zwierzętami żyjącymi na różnych wyspach, od jasnofioletowego przez purpurowe, po brązowe.
Mimo że Birgus latro jest apomorficznym typem pustelników, tylko młode osobniki wykorzystują wtórnie muszle ślimaków do ochrony miękkich odwłoków, a starsze, prawie dojrzałe kraby wykorzystują czasami do tego celu skorupy orzechów kokosowych. W przeciwieństwie do innych pustelników, dorosłe kraby palmowe nie posiadają muszli, zamiast tego uodporniają odwłok przez odkładanie chityny i kredy. Nie będąc ograniczonym przez fizyczne granice życia w skorupie, gatunek może osiągnąć znacznie większe rozmiary niż inne gatunki z rodziny Coenobitidae. Jak większość typowych krabów w celu ich ochrony, zwijają swoje ogony pod ciało. Utwardzony odwłok chroni kraba i redukuje straty wody na lądzie, ale musi być co jakiś czas zrzucany. Linienie trwa około 30 dni – aż egzoszkielet całkowicie stwardnieje – podczas których krab jest bezbronny i ukrywa się przed niebezpieczeństwami w norze.

### Układ oddechowy
Z wyjątkiem postaci larwalnej kraby palmowe nie potrafią pływać i nurkować pod wodą i nawet niewielkie osobniki toną. Do oddychania służy im specjalny organ. Ten narząd może być określony jako ewolucyjne stadium pomiędzy skrzelami i płucami i jest jedną z najbardziej znamiennych adaptacji tych krabów do środowiska, w którym żyją. Znajduje się on w tylnej części głowotułowia. Składa się z tkanek podobnych do tych, z których zbudowane są skrzela, ale absorbują tlen raczej z powietrza niż z wody. Birgus latro używają swojej ostatniej pary odnóży do utrzymywania narządu oddechowego w czystości i nawilżania ich morską wodą. Narząd potrzebuje wody do prawidłowego funkcjonowania i kraby dostarczają ją przez uderzanie mokrymi nogami o gąbczaste tkanki naokoło. Kraby palmowe mogą także pić słoną wodę, używając tej samej techniki do przenoszenia jej do otworu gębowego.
Poza tym narządem oddechowym krab palmowy ma także dodatkowe, prymitywne skrzela. Chociaż skrzela te są porównywalne w liczbie do wodnych gatunków z rodzin Paguridae i Diogenidae, są mniejsze i mają stosunkowo mniejszą powierzchnię. Podczas gdy organ ten był przypuszczalnie używany do oddychania pod wodą w historii ewolucyjnej gatunku, nie jest obecnie wystarczająco sprawny do dostarczania odpowiedniej ilości tlenu, co odzwierciedla zmniejszenie zależności od skrzeli w wymianie gazowej oraz rozwój innych powierzchni oddechowych, czego efektem jest ewolucyjne zaniknięcie pierwotnej funkcji tego narządu.

### Zmysł węchu
Innym charakterystycznym narządem krabów palmowych jest ich nos. Jak większość krabów żyjących w wodzie posiadają one specjalne organy na czułkach, wyczuwające zarówno intensywność, jak i kierunek zapachu. Jednakże, jako że zwierzęta te żyją na lądzie, narządy te ewoluowały, przekształcając się w coś na wzór narządów powonienia u owadów. Kraby palmowe mają doskonały węch, potrafią wyczuć interesujące je zapachy z dużej odległości. Zwracają uwagę zwłaszcza na zapach gnijącego mięsa, bananów i kokosów, którymi się żywią.

## Rozmnażanie

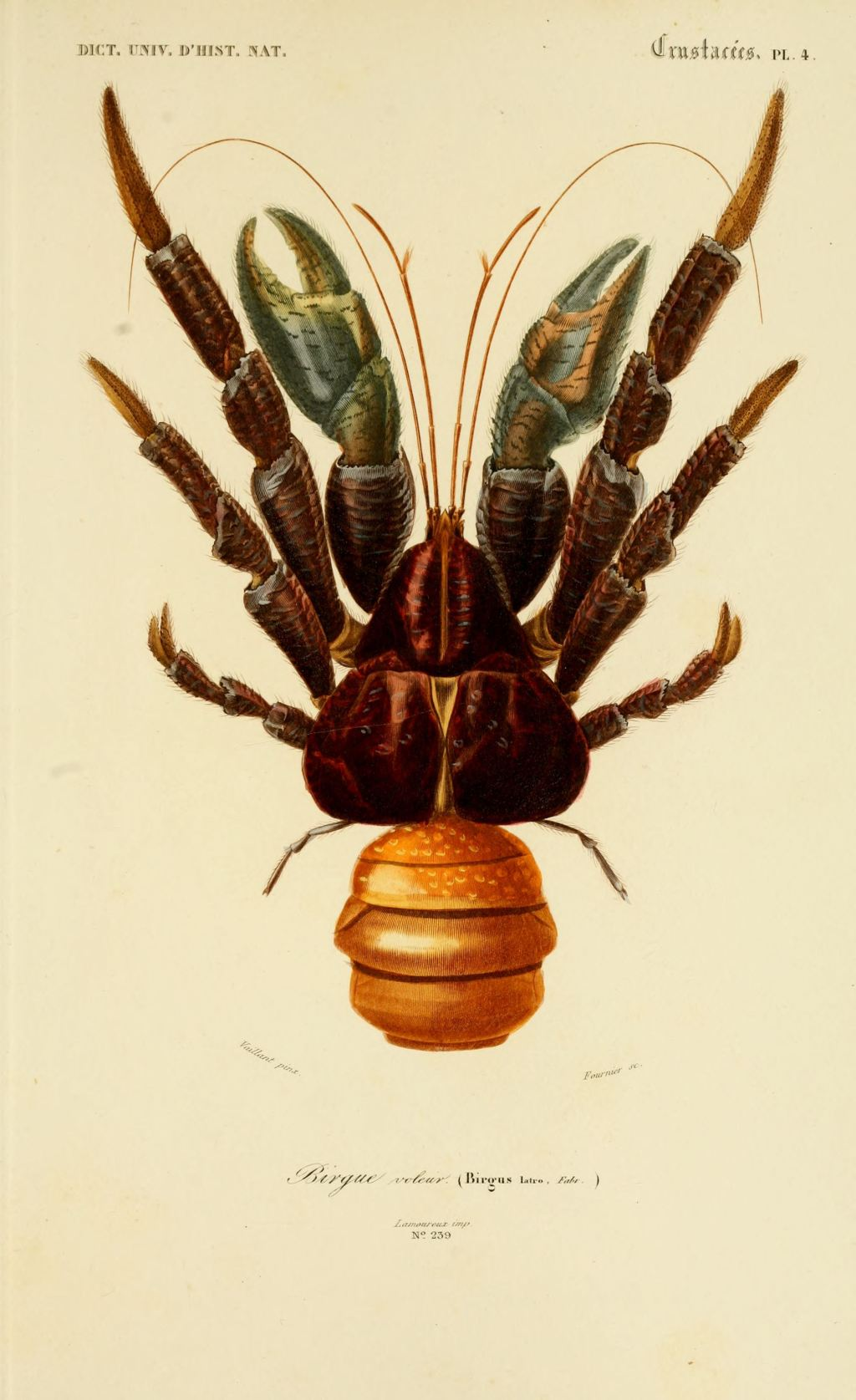
Rysunek kraba kokosowego w Dictionnaire D’Histoire Naturelle (1849)

Kraby palmowe parzą się często i szybko na suchym lądzie w okresie od maja do września, a zwłaszcza w okresie od początku czerwca do końca sierpnia. Samce i samice walczą ze sobą, samiec przewraca samicę na grzbiet w celu kopulacji, która trwa około 15 minut. Samce składają spermatofory na odwłoku samicy; odwłok otwiera się i następuje zapłodnienie – przypuszczalnie – na zewnętrznej części odwłoka, kiedy jaja przechodzą przez masę spermatoforową. Uwolnienie jaj następuje na lądzie w szczelinach lub norach w pobliżu brzegu. Krótko po tym samice składają jaja i przytwierdzają je do spodniej strony ich odwłoka, trzymając zapłodnione jaja pod swoim ciałem przez kilka miesięcy. W trakcie wyklucia, które przypada zwykle na październik lub listopad, samice uwalniają jaja do oceanu podczas przypływu. Larwa, zwana żywikiem jest charakterystyczna dla skorupiaków dziesięcionogich.
Larwy unoszą się w strefie pelagialnej oceanu wraz z innym planktonem przez około miesiąc, podczas którego wiele z nich zostaje zjedzonych przez drapieżniki. Po osiągnięciu post-larwalnego stadium rozwoju (ang.: glaucothoe') osiadają na dnie i na brzegach, zasiedlając muszle ślimaków odpowiednich rozmiarów i migrują w stronę linii brzegowej wraz z innymi lądowymi pustelnikami. W tym czasie wychodzą już niekiedy na suchy ląd. Jak wszystkie kraby pustelniki, wymieniają muszle, w których żyją, gdy dorastają. Po tym miesiącu opuszczają całkowicie ocean i tracą umiejętność oddychania w wodzie. Młode kraby, które nie potrafią znaleźć sobie muszli odpowiedniej wielkości, używają także często pękniętych skorup orzechów kokosowych. Gdy wyrosną ze skorup, wytwarzają twardszy odwłok. Po około pięciu latach od wyklucia kraby palmowe osiągają dojrzałość płciową.

## Dieta
Dieta kraba palmowego oparta jest w głównej mierze na owocach o mięsistym miąższu (szczególnie Ochrosia ackeringae, Arenga listeri, czy pandany z gatunków Pandanus elatus, P. christmatensis), orzechach (palma kokosowa (Cocos nucifera), tung molukański (Aleurites moluccanus)), czy nasionach (flaszowiec siatkowaty (Annona reticulata)). Jednakże jako zwierzęta wszystkożerne, jedzą także pewne organiczne produkty, włączając w to liście, gnijące owoce, jaja żółwi, padlinę i muszle innych zwierząt – prawdopodobnie, by dostarczyć organizmowi wapnia. Obserwowano też kraby palmowe żerujące na innych sympatrycznych krabach, jak np.: Gecarcoidea natalis i Discoplax hirtipes, jak również na padlinie osobników własnego gatunku. Podczas jednego z eksperymentów zaobserwowano osobniki łapiące i zjadające szczura polinezyjskiego (Rattus exulans). Nowsze odkrycia sugerują, że krab ten może być odpowiedzialny za zniknięcie szczątków Amelii Earhart; przypuszczalnie skonsumowały ją po jej śmierci i zgromadziły jej kości w swoich norach. Kraby palmowe często kradną sobie nawzajem pożywienie, po czym kryją się w swoich norach, by w spokoju dokończyć posiłek.
Kraby palmowe wspinają się na drzewa by jeść kokosy i owoce, skryć się przed upałem lub uciec przed drapieżnikami. Zwierzęta potrafią szczypcami podnieść kokos z ziemi i pozbawić go łuski, a także wspiąć się na wysokość dziesięciu metrów i zrzucić orzechy z drzew na ziemię, by dostać się do ich zawartości. To zachowanie jest unikalne w królestwie zwierząt. Jednak według niemieckiego biologa Holgera Rumpfa kraby nie są dość inteligentne by planować takie działania i zrzucają raczej kokosy przypadkowo, gdy próbują otworzyć je na Drzewie.

## Występowanie

### Środowisko

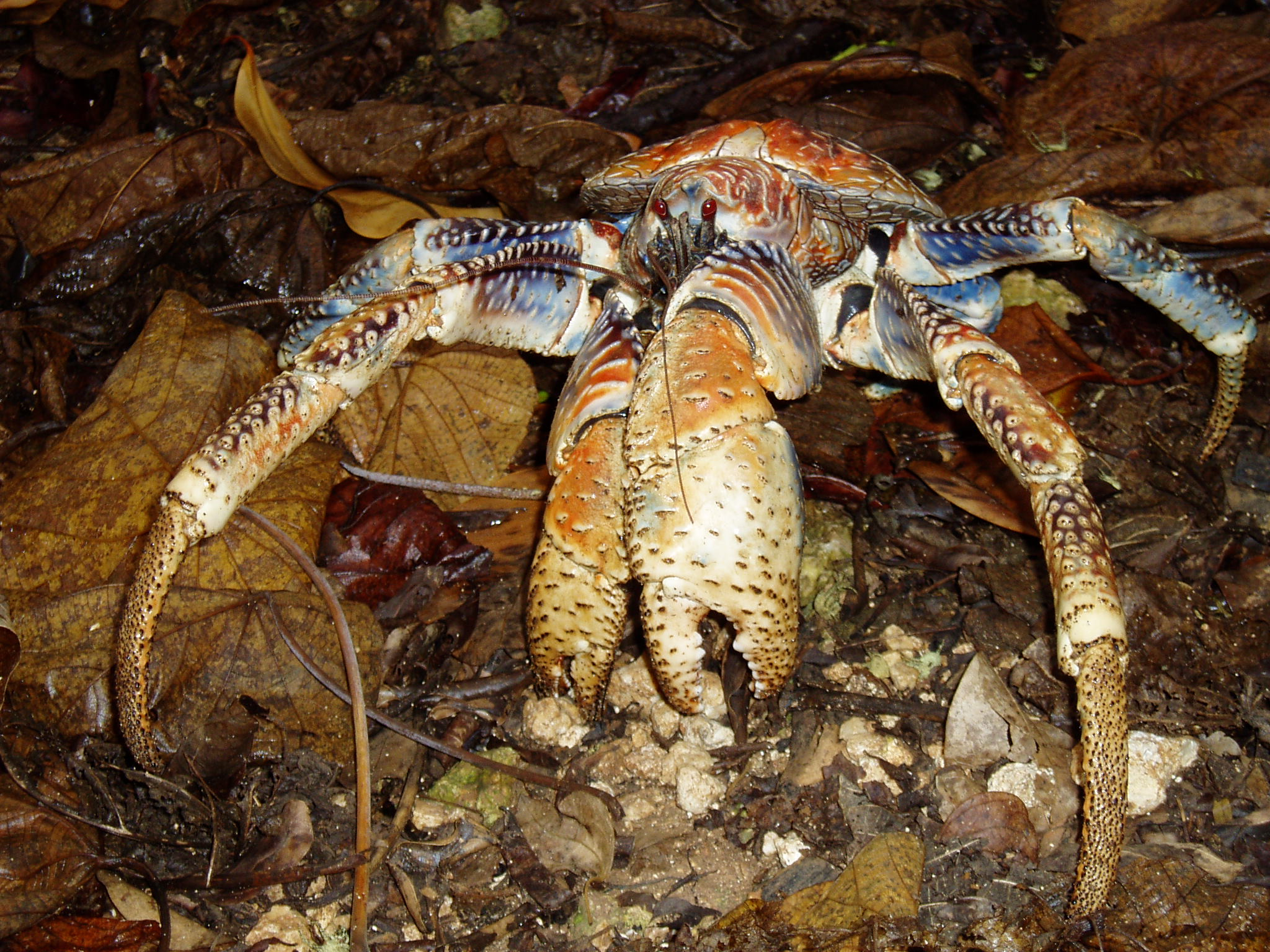
Krab palmowy w naturalnym środowisku

Kraby palmowe żyją samotnie w podziemnych norach lub w szczelinach skalnych, zależnie od rzeźby terenu, na którym mieszkają. Kopią swoje jamy w piasku lub w luźnej glebie. W ciągu dnia pozostają w ukryciu, chroniąc się przed drapieżnikami i przed nadmierną utratą wody wskutek upału. Nory tych skorupiaków wysłane są mocnymi włóknami łuski kokosowej. Gdy odpoczywają w norach, kraby zasłaniają wejście jednym ze swoich szczypców, by stworzyć wilgotny mikroklimat odpowiedni dla ich narządów oddechowych. W strefach, gdzie występują duże populacje krabów, niektóre osobniki mogą także opuszczać nory w ciągu dnia, prawdopodobnie by zwiększyć szanse żerowania. Czasem także wychodzą w ciągu dnia podczas deszczu, gdy wilgotność ułatwia im oddychanie. Kraby palmowe żyją niemal wyłącznie na lądzie, można je spotkać w odległości nawet 6 km od oceanu.

### Zasięg występowania
Kraby palmowe żyją na terenie od Oceanu Indyjskiego do centralnego Pacyfiku. Największa i najlepiej zachowana populacja występuje na Wyspie Bożego Narodzenia na Oceanie Indyjskim. Duże populacje żyją także na Seszelach (zwłaszcza na wyspach Aldabra, Glorieuses, Astove, Assumption i Cosmoledo), ale krab palmowy wyginął tam na centralnych wyspach. Większe skupiska tych skorupiaków występują też Nikobarach i Andamanach w Zatoce Bengalskiej, czy na archipelagu Czagos należącego do Brytyjskie Terytorium Oceanu Indyjskiego. Są one na tych wyspach objęte ochroną przed polowaniami poprzez kary sięgające 1500 funtów brytyjskich za jednego złapanego kraba. Na Mauritiusie i wyspie Rodrigues kraby te wyginęły.
Na Pacyfiku, zasięg występowania B. latro został poznany stopniowo. Charles Darwin wierzył, że zwierzęta te występują jedynie na „pojedynczej wyspie koralowej na północ od Wysp Towarzystwa”. Krab palmowy jest obecnie dużo bardziej rozprzestrzeniony, choć uważa się, że nie jest liczny na żadnej z wysp Pacyfiku, które zasiedla. Duże populacje występują na Wyspach Cooka, zwłaszcza na wyspach Pukapuka, Wyspach Suwarowa, Mangaia, Takutea, Mauke, Atiu i Palmerston. Wschodnia granicę zasięgu występowania stanowią Line Islands wschodzące w skład Kiribati, na których szczególnie liczne populacje żyją na wyspie Teraina, obfitych w lasy palmy kokosowej oraz na wyspie Caroline.
Kraby palmowe uważane są za jedne z najbardziej lądowych dziesięcionogów – większość aspektów ich życia nawiązuje do lądowego trybu. Kraby te toną w wodzie morskiej w ciągu niespełna jednego dnia. Jako że dorosłe osobniki nie potrafią pływać, kraby palmowe mogą kolonizować nowe wyspy jedynie w okresie larwalnym, kiedy umieją unosić się na wodzie. Niektórzy badacze uważają jednak, że trwające około miesiąca stadium larwalne to za mało by pokonać duże odległości dzielące poszczególne wyspy i wnioskują z tego, że dorosłe osobniki dostają się na nie na dryfujących pniach lub śmieciach.
W rozmieszczeniu krabów występują pewne „dziury” takie jak Borneo, Indonezja czy Nowa Gwinea. Mimo że wyspy te są łatwo dostępne dla krabów palmowych i występują tam odpowiednie warunki do rozwoju, nie żyją na nich żadni przedstawiciele tego gatunku. Prawdopodobnie populacje z tych wysp nie przetrwały spotkania z człowiekiem i wyginęły. Jednakże kraby te występują w Morskim Parku Narodowym Wakatobi (Celebes Południowo-Wschodni) w Indonezji.

## Status i ochrona gatunku
Populacje kraba palmowego w kilku strefach mogą ulec zmniejszaniu lub zostać wytępione, ze względu na utratę siedlisk naturalnych i polowania człowieka. Jest to gatunek chroniony globalnie według IUCN Invertebrate Red Data Book (pol.: „Czerwona Księga Bezkręgowców IUCN”). Jednak, według Czerwonej księgi gatunków zagrożonych naukowcy nie posiadają jeszcze dostatecznych informacji, by zakwalifikować kraba palmowego jako gatunek zagrożony i dlatego obecnie jest on klasyfikowany w kategorii DD (Data Deficient; pol.: „Dane niekompletne”), z zastrzeżeniem, że ocena ta wymaga uzupełnienia. W niektórych regionach podjęto strategie ochrony, które przyniosły dobre rezultaty, jak np.: ustanowienie na Guam i Vanuatu dolnej granicy wymiarów ochronnych, czy ustanowienie na Guam i w Mikronezji zakazu łapania zapłodnionych samic.
Młode kraby palmowe są zagrożone przez sprowadzonych przez człowieka mięsożerców, takich jak szczury, świnie albo mrówki jak np. Anoplolepis gracilipes. Dorosłe kraby mają kilku naturalnych wrogów, a wiele z nich jest zjadanych jedynie przez człowieka. Osobniki dorosłe mają słaby wzrok i wyczuwają zagrożenie przez wibracje podłoża.
Ogólnie wydaje się, że duże populacje człowieka mają negatywny wpływ na populację kraba, a na niektórych terenach zanotowano zmniejszenie się populacji tego skorupiaka przez nadmierne polowania. Na niektórych obszarach, jak np. na Brytyjskim Terytorium Oceanu Indyjskiego wprowadzono ochronę zwierzęcia, polegającą na zminimalizowaniu kontaktów z ludźmi i ochronie podczas sezonu lęgowego.

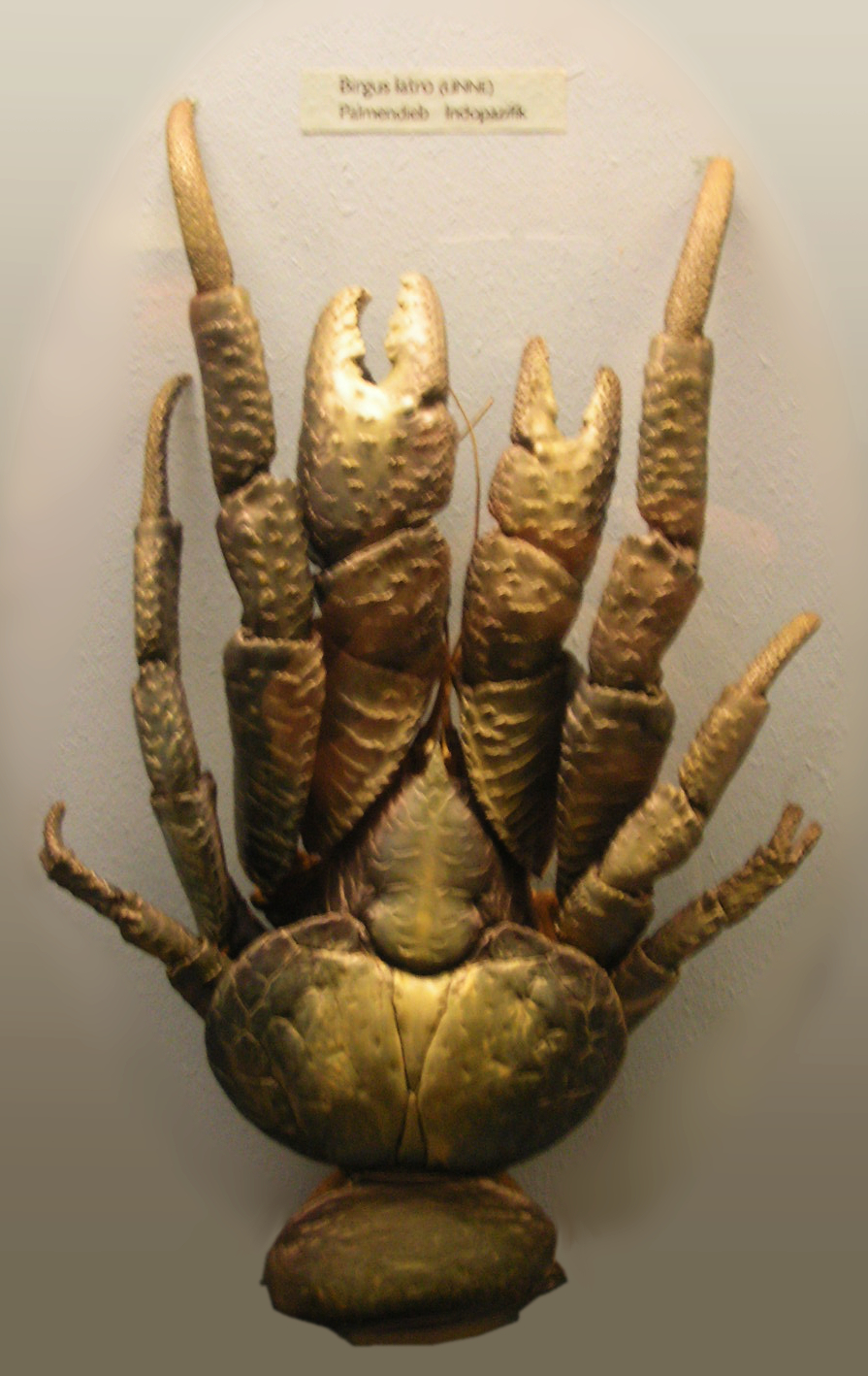
Krab palmowy w Muzeum Historii Naturalnej w Wiedniu

## Krab palmowy w kulturze
Krab palmowy, szczególnie kiedy jeszcze nie jest w pełni dojrzały, jest także sprzedawany jako zwierzę domowe, na przykład w Tokio. Klatka musi być wystarczająco wytrzymała, by krab nie przeciął jej swymi szczypcami. Jeśli krab uszczypnie człowieka, spowoduje nie tylko ból, jest także mało prawdopodobne by puścił. Thomas Hale Streets opisuje następującą sztuczkę stosowaną przez Mikronezyjczyków z wysp Line Islands do zmuszenia kraba do zwolnienia uścisku:

Może być interesującym fakt, że w przypadku takiego dylematu, delikatne podniecenie spodnich, miękkich części ciała lekkim przedmiotem, spowoduje zwolnienie uścisku kraba.

Krab palmowy jest chwytany dla mięsa przez mieszkańców Azji Południowo-Wschodniej i wysp Pacyfiku. Jego mięso jest traktowane jako afrodyzjak, delikatne w smaku, przypominające w smaku mięso homara i innych krabów.
Najbardziej cenionymi częściami ciała są jaja z wnętrza samicy i tłuszcz znajdujący się w odwłoku. Kraby palmowe przygotowuje się tak samo jak inne duże skorupiaki, gotując je w tradycyjny sposób lub na parze. Różne wyspy mają różne tradycyjne przepisy, na przykład kraby gotowane w mleku kokosowym. Choć kraby same w sobie nie są trujące, mogą wchłonąć truciznę wraz z pożywieniem i zanotowano przypadki zatrucia krabim mięsem. Jednak kraby te nie są znaczącym gospodarczo gatunkiem i zwykle nie są przedmiotem handlu.